# Atlas motýlů střední Evropy
Atlas motýlů střední Evropy je ilustrovaná kniha s lepidopterologickou tematikou. Autorem publikace je středoškolský profesor, botanik a entomolog (hlavně lepidopterolog) Jan John. Kniha vyšla v nakladatelství I. L. Kober v Praze v roce 1900. Obsahuje 50 litografických barevných tabulí motýlů a XXIII + 196 stran textu v českém jazyce. Patří dnes k jedněm z nejvzácnějších českých knih s touto tematikou.
Tabule motýlů do Johnova Atlasu motýlů střední Evropy byly z větší části převzaty z díla německého entomologa, profesora Ernsta Hoffmana (1837–1892), které vyšlo pod názvem Die Gross-Schmetterlinge Europas poprvé v roce 1887.
Maďarskou verzi dila napsal Lajos Abafi-Aigner společně s profesorem Gézou Horváthem pod názvem Magyarország lepkéi (v překladu Maďarští motýli) z roku 1907. Také v této práci byly použité z větší časti tabule z díla Ernsta Hoffmana. Kniha byla vydaná v nakladatelství Athenaeum v Budapešti. Obsahuje XXXII + 137 stran textu v maďarštině, jednu černo-bílou litografickou tabuli a 50 barevných tabulí s vyobrazeními motýlů.

## Galerie

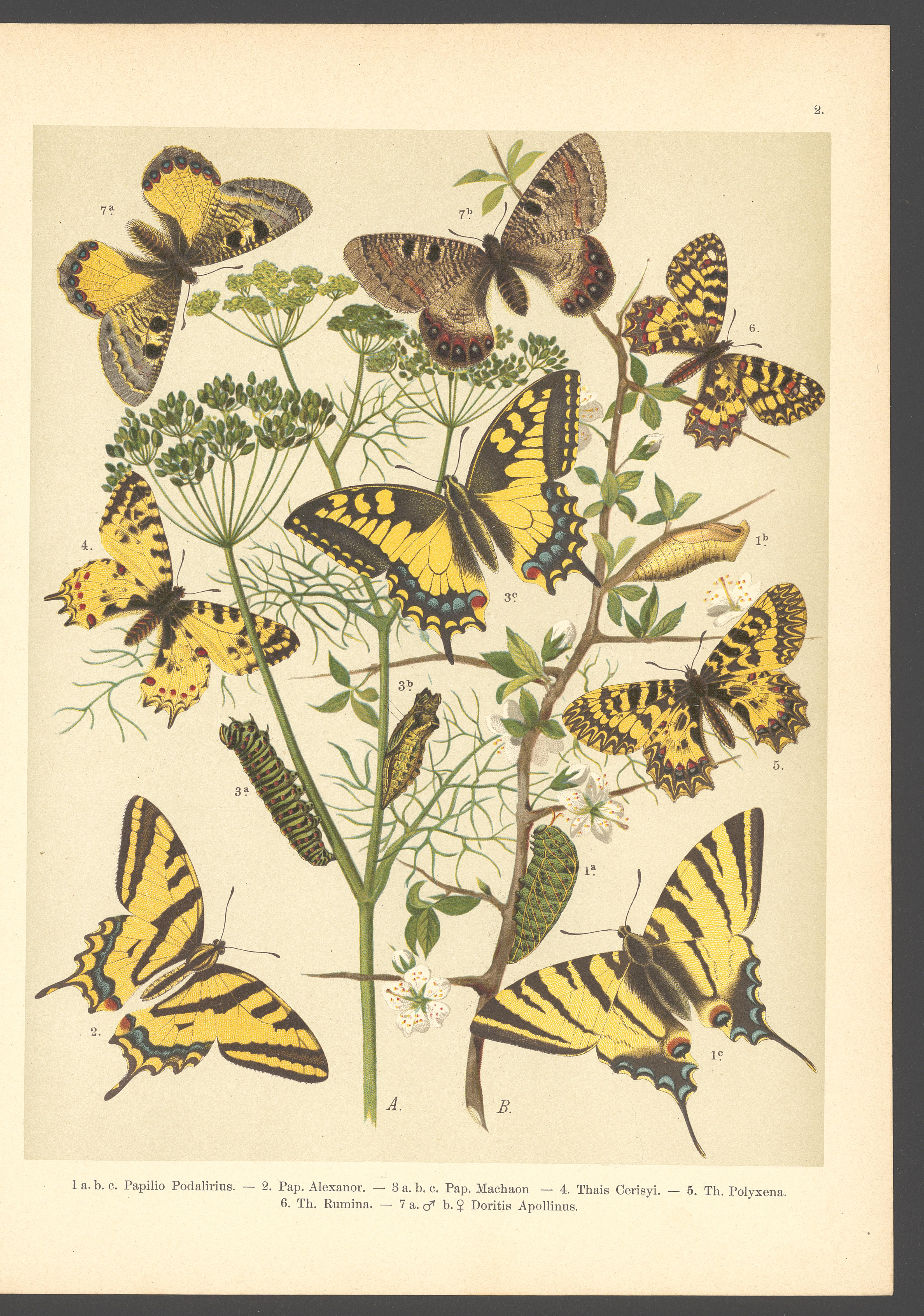
Tabule 2.
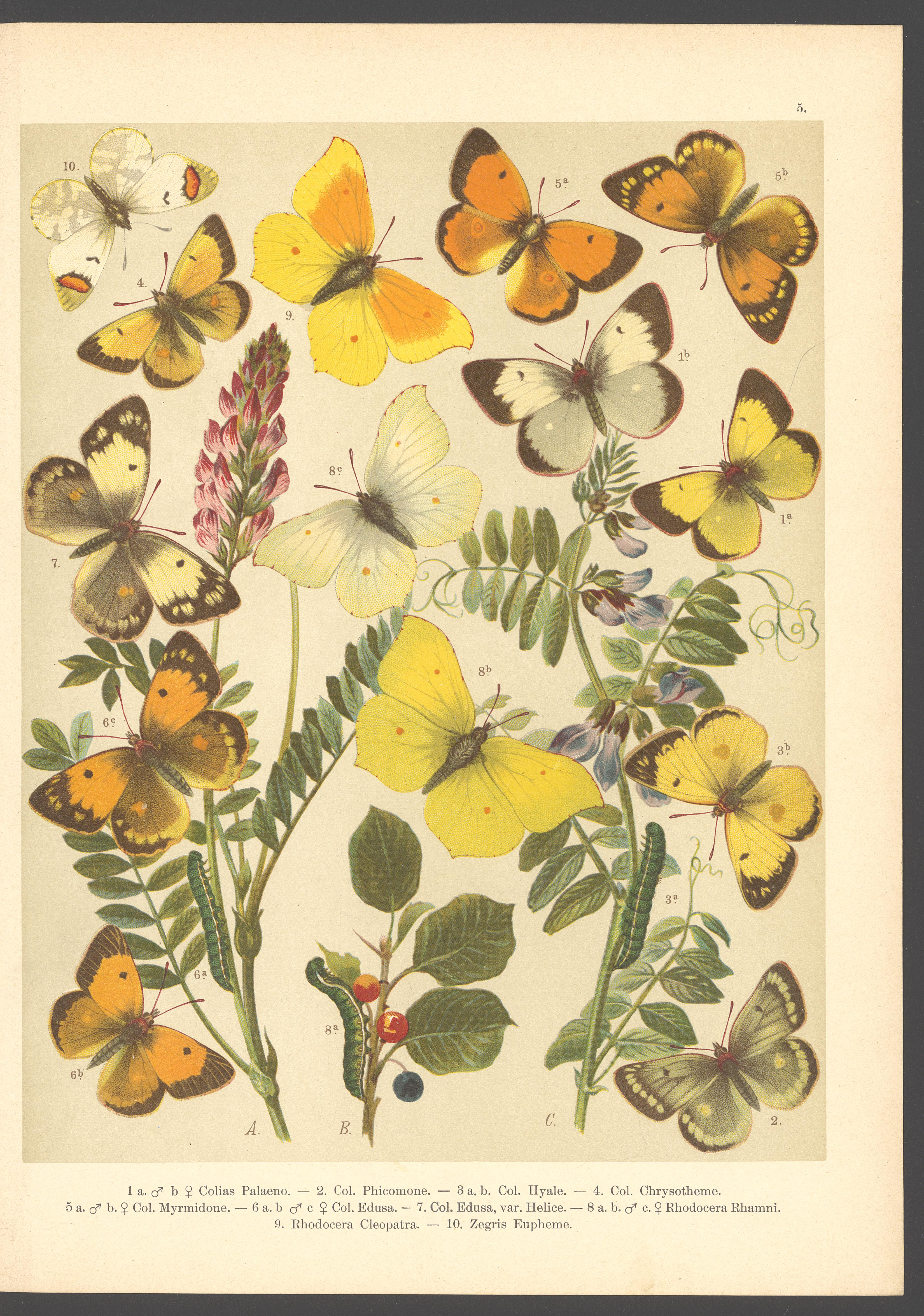
Tabule 5.
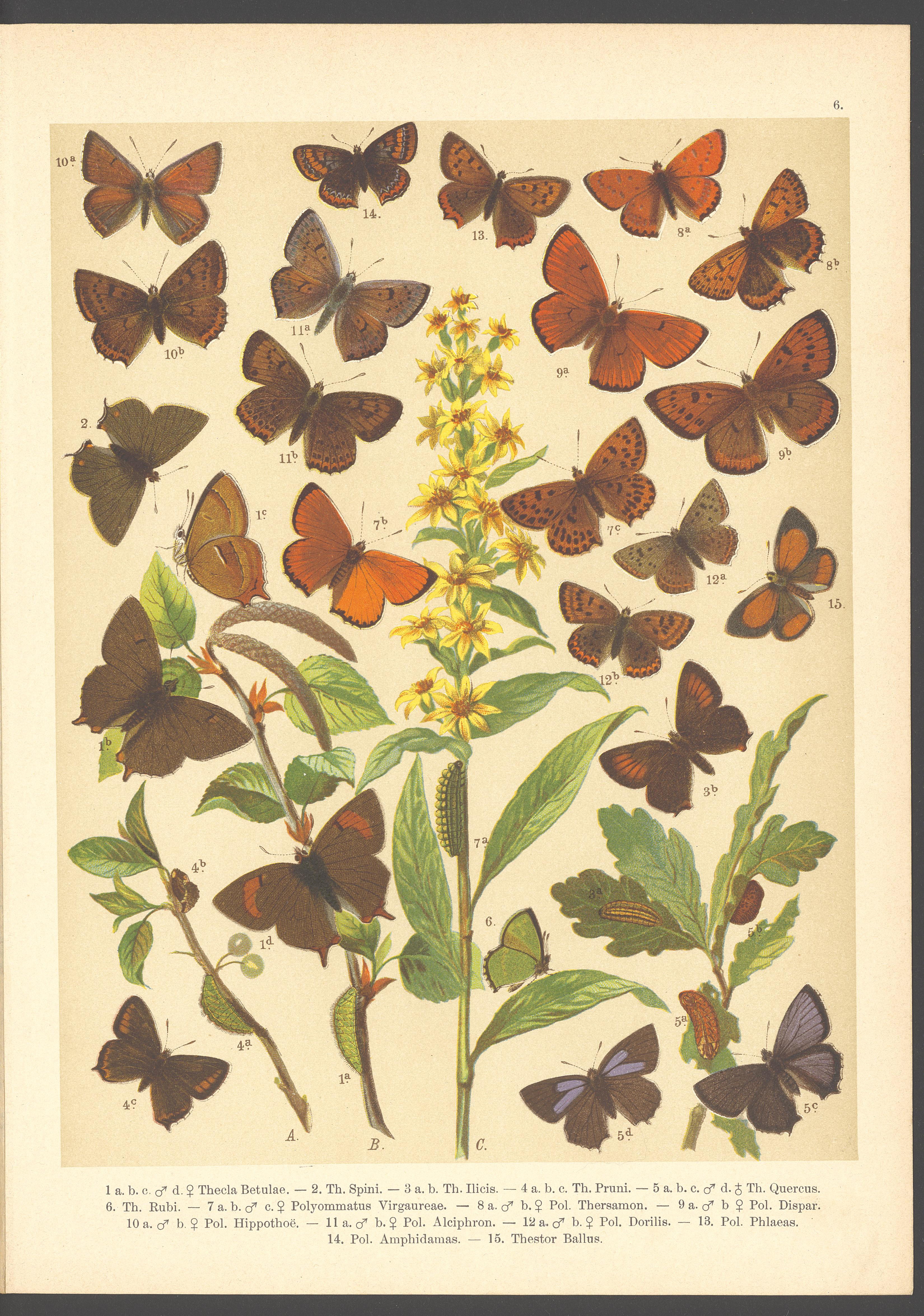
Tabule 6.
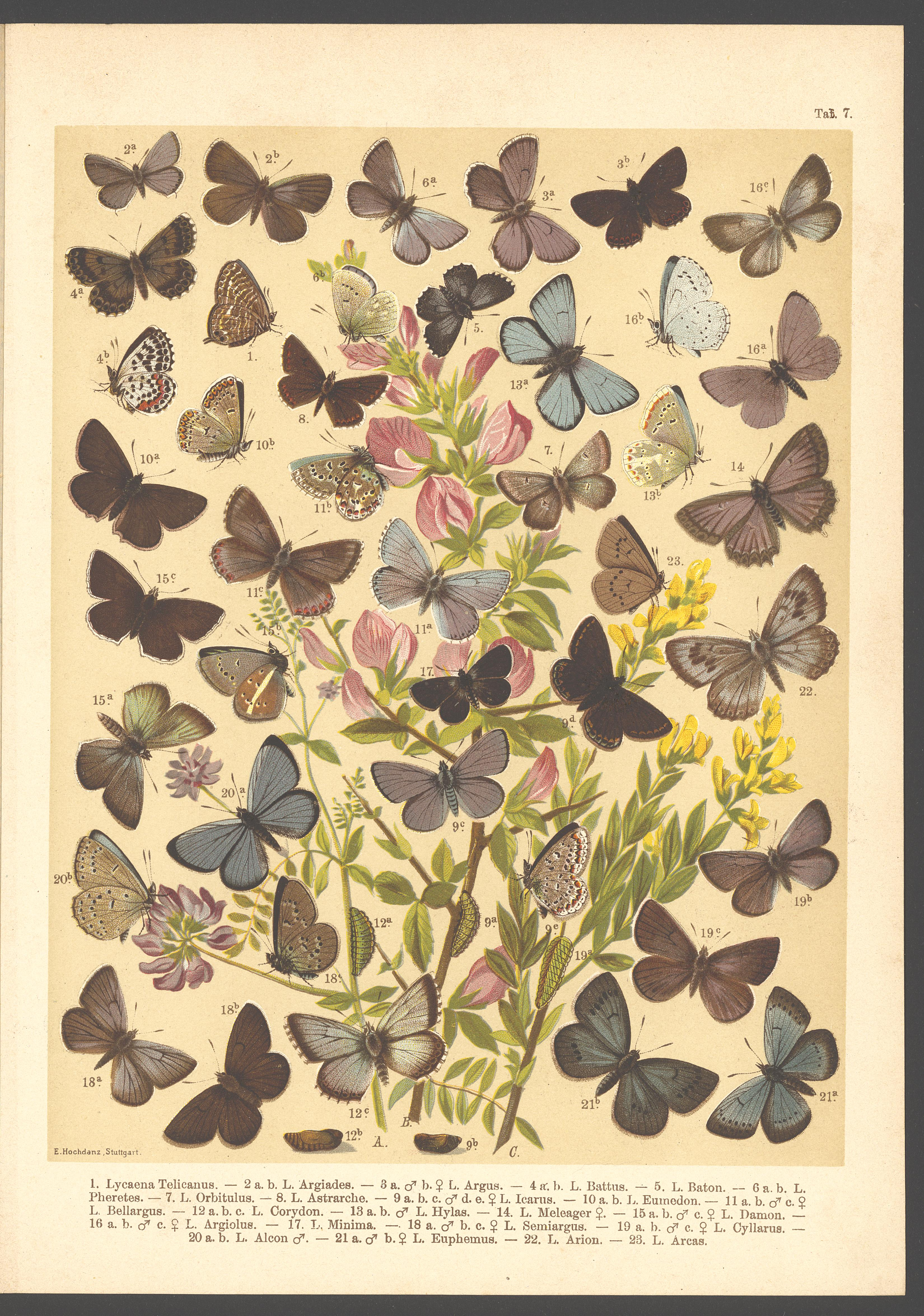
Tabule 7.
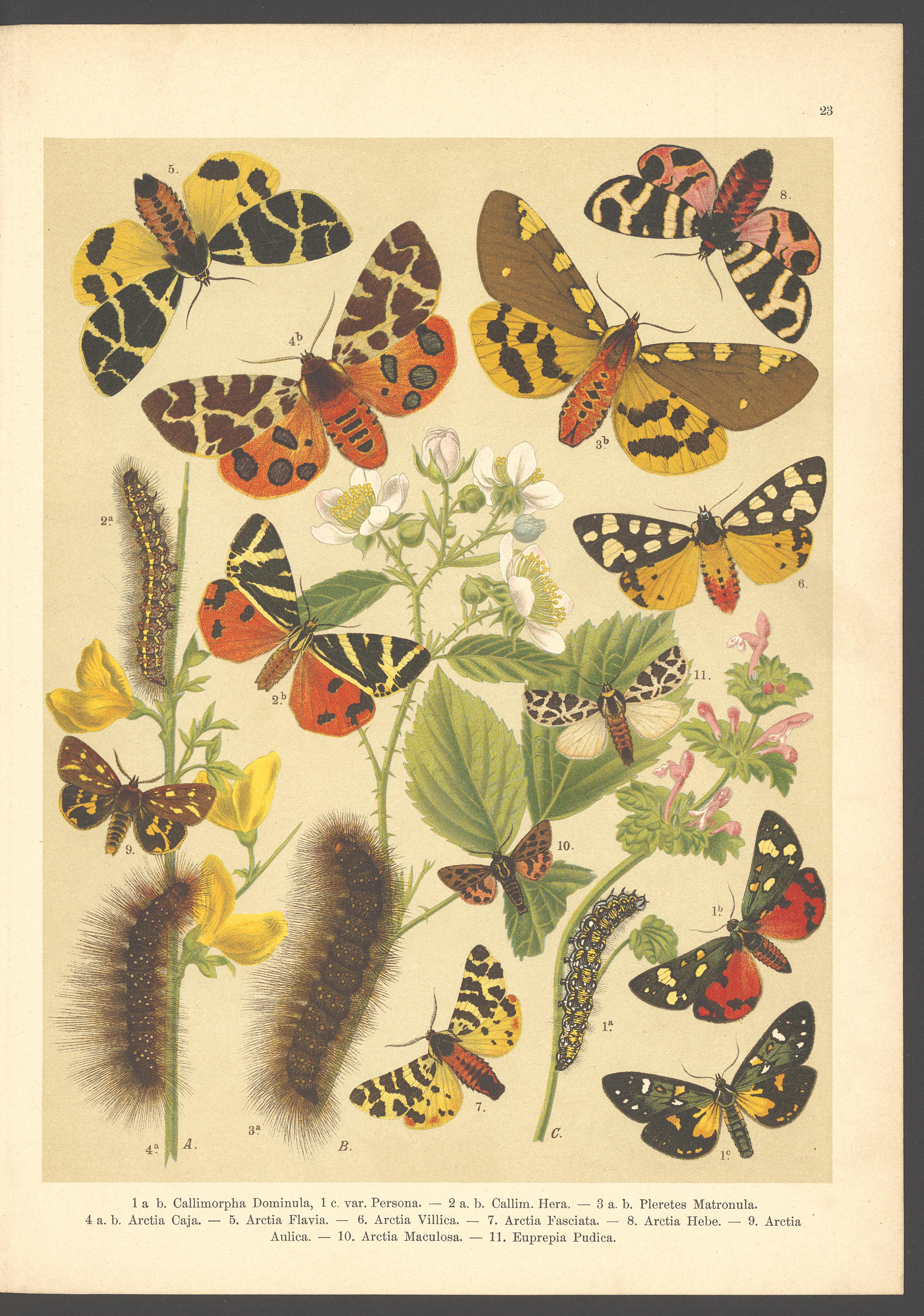
Tabule 23.